# Brännvinskobben
Brännvinskobben, finska: Viinakupu, är en ö i Finland. Den ligger i Finska viken och i kommunen Helsingfors i landskapet Nyland, i den södra delen av landet. Ön ligger nära Helsingfors.
Öns area är 1 hektar och dess största längd är 120 meter i nord-sydlig riktning. Närmaste större samhälle är Helsingfors, 5,5 km norr om Brännvinskobben.